# Ужівка (Житомирський район)
Ужі́вка — село в Україні, в Житомирському районі, Житомирської області. Населення становить 48 осіб.

## Історія
Колишня назва Нейманівка. У 1906 році колонія Горошківської волості Житомирського повіту Волинської губернії. Відстань від повітового міста 45 верст, від волості 15. Дворів 58, мешканців 346.